# 爆料公社
爆料公社是一家登記在英屬維京群島的公司，最初是台灣一個成立於2014年的臉書社團，是一個供網民爆料的平台，由葉昌圳及三名未曾公開露面的資訊背景出身人士創辦。該社團後續衍生出「爆廢公社」、「爆笑公社」等16個子社團，是台灣最大的網路社團。2017年8月1日，中華民國經濟部正式核准「爆料公社股份有限公司」成立，葉昌圳任董事長，資本額新台幣300萬元，並擁有4個爆料公社專屬商標。截至2023年1月，該公司的資本額達到4,200萬新台幣。

## 歷史
爆料公社成立於2014年11月。據成立者葉昌圳自稱，當初成立是為了讓「不公不義事件 自導自演」使大家知道。而「恐懼會使人自律 演技更加突出 沒有局外人 」且為成立之宗旨。
爆料公社在臉書社群之架構下以「不公開的社團」方式經營，成立10個月時，加入該社團之帳戶人數即達80萬。主要有4位決策管理員為核心管理群。
爆料公社對於貼文有規範：須加上圖片及時間地點。而貼文之範圍也以：符合八卦成分(愛、恨、情、仇、財、恩怨)、符合新聞價值、新奇大小事之任何話題，或符合大家需要一同關注的重要公共議題，為主要的內容。同時也對於回應留言者聲明「歡迎正義魔人」，以成為網路言論霸凌。
由於其經營方式讓網友能提供社會上的資訊，儼然也成為另一種形式的公民記者；同時也因應資訊屬性不同，成立「爆」字開頭的其他社團系社團之相關分社團。

## 盈利及狀況
該公司把臉書的爆料內容改寫在自己的網站上，依靠記者把爆料文章轉貼並寫成新聞後為網站帶來流量，以部落格網頁廣告賺取收入。
該公司的股權狀況是僑外資，2018年，據民主進步黨黨籍立委陳亭妃稱，根據經濟部商業司網站，爆料公社有97%是外資。

## 爭議
爆料公社社團成員的貼文，雖然可以因記者無法報導的事件，讓網友以公民記者方提供新聞資訊，但網路貼文的資訊並不全面，即使搭配圖片或影音，仍易落於片段、零碎；而主流媒體在未經查證、未平衡下為了搶時效而引用成為新聞素材，則可能會涉嫌妨害名譽或是賠上媒體招牌，聲明不道歉公社，甚至是排擠了其他需要報導的新聞事件。
例如2016年5月，一名呂姓女網友發文指控計程車司機，管理員轉貼呂姓女子的文章，並以「你是不是想Ｘ人家？」等聳動言詞下標；而後該名司機與車隊反映呂女的指控與事實不符，並提出證據澄清，爆料公社也將該文撤除。

## 外部連結
- 爆料公社官方網站 （页面存档备份，存于）